# 白斑撒但鱸
白斑撒但鱸，為輻鰭魚綱鱸形目隆頭魚亞目慈鯛科的其中一種，分布於南美洲蓋亞那埃塞奎博河及蘇利南的尼克里河流域，體長可達15公分，棲息在河川中底層水域，生活習性不明。

## 擴展閱讀
維基物種上的相關：白斑撒但鱸